# Vincent Laubeuf
 (août 2017).
Œuvres principales
Dyptique On ne sait pas, Torii, la porte du moi, Le Sourire des pierres...
Vincent Laubeuf, né à Roanne le 22 juillet 1974, est un compositeur français de musique électroacoustique, acousmatique / musique concrète et instrumentale. Il est également musicien électroacoustique (acousmonium et ordinateur), concepteur d'installation sonore et créateur radio.

## Biographie
De formation classique, il a notamment étudié le violon, il s’intéresse très tôt à la création musicale. Une rencontre déterminante avec Denis Dufour, dont il suit les cours au Conservatoire de Lyon de 1992 à 1995, l'oriente notamment vers la création électroacoustique, même si, pour lui, la composition instrumentale fait partie du même projet artistique.
Outre Denis Dufour, il a eu Jean-Marc Duchenne comme professeur, également au Conservatoire de Lyon. Il a aussi suivi des cours lors de stages : Pascal Dusapin, Brian Ferneyhough, et s'est rapproché de Gérard Pesson afin de compléter sa formation de compositeur.
Vincent Laubeuf a composé plus d'une centaine d'œuvres.
Il est invité dans divers studios : l’Imeb, de l’Ina-GRM, du Grame ou de La Muse en circuit. Il compose pour des ensembles tels que Syntax, In Extremis, l’Ensemble orchestral contemporain ou l’Instant donné.  
En 2008, il est lauréat du 8e concours international Luc Ferrari de La Muse en Circuit.  
Deux CDs monographiques lui ont été consacrés : Raréfactions, sorti en 2011 chez Motus et The Poetics of Vacuum coédité par Obs* (Russie) et Oto (Japon), sorti en 2013.
Depuis 2016, certaines de ces partitions sont éditées chez Maison Ona.

## Lieux et festivals
Ses œuvres peuvent s'entendre, en particulier:
En France
- Festival Futura à Crest[7]
- cycle Akousma du GRM[8],
- Palais de Tokyo
- Grand Palais pour Monumenta[9]
- Festival Extension[10] de la Muse en Circuit
- Ferme du Buisson
- Gaîté-Lyrique[11]

A l’étranger
- Festival CCMC à Tokyo[12]
- Festival Archipel[13] à Genève
- Musica Electronica Nova[14] à Wroclaw (Pologne)
- Ars Musica à Bruxelles[15].

## Créations
- Dans le bruit on ne sait pas (commande Ina-GRM) pour support audio[8]
- Le Sourire des pierres (commande de Radio France pour Alla Breve[16]) pour clarinette, violon, violoncelle, percussion et support audio,
- Que faut-il pour faire de l’eau pour 15 instruments et électronique (commande Ensemble Orchestral Contemporain)[17]
- Torii, la porte du moi en collaboration avec Paul Ramage, création radiophonique, production France Culture pour l’émission « Création On Air »[18].

### En tant que musicien électroacoustique
Vincent Laubeuf a joué notamment au festival Total Meeting (Petit Faucheux à Tours), lors de trois tournées au Japon (une quarantaine de concerts dans diverses ville dont Sapporo, Tokyo, Yokohama, Chiba, Kobe, Kushiro, Osaka, Kyoto…). 
Il a également joué la partie électroacoustique de Kontakte de Karlheinz Stockhausen, au Festival d’Automne (Amphithéâtre de l’Opéra Bastille et TGP CDN de Saint-Denis) avec L’Instant donné et Motus.

### Autres activités
Il a été nommé à la Commission de la musique symphonique de la Sacem de 2013 à 2017.

## Style musical
Sa musique utilise constamment différentes sources sonores, aussi bien électroniques que d’origine acoustique (son de nature, du quotidien). Il élabore ainsi une musique dans un incessant aller-retour entre l’abstrait et l’anecdotique, les deux se mêlant, se confondant pour créer une dramaturgie du sonore,. Il utilise ces mélanges aussi bien dans sa musique acousmatique que dans sa musique mixte. Ainsi, il est possible de parler d'un jeu sur de « multi-perspectives », qui mélange des « sons instrumentaux » et des « bruits du quotidien ».
Outre la dramaturgie, la musique de Vincent Laubeuf possède une « fibre poétique », une forme de fragilité assumée, car soutenue par une technique maîtrisée.
Sa musique utilise également une « façon d’approcher le temps et de retenir l’expression des tensions » qui lui est propre.

## Catalogue des œuvres[25],[26]

### Musique pour orchestre et pour ensemble (avec ou sans électronique)
| 1993 - Une certaine idée du temps (10 min) orchestre juin-septembre 2002 - Quelque chose s’efface… pour ensemble (Pic., Cl., Tromp, Tromb, Vibr, Piano, Violon, alto, Violoncelle), | 2007 - Que faut-il pour faire de l’eau pour 15 instruments et électronique, commande EOC réalisation musicale au GRAME |

### Instrument seul (avec ou sans électronique)
| 1994 - Le Choix du vide (11 min) accordéon 1997 - Rondes (10 min) piano. janvier 2007 - Adem (7 min 25 s) pour clarinette basse et électronique, décembre 2007 - Pérégrinations de Tokyo (12 min 43 s) 2009 pour Hautbois et support audio, projet lauréat du 8e concours Luc Ferrari, réalisation musicale à la Muse en Circuit | 2011 - Cérémonial (ou les fragments oubliés) 10 min pour flûte (piccolo et contrebasse) support audio et dispositif électronique temps réel 2012 - Fragments d’ondes 12 min pour clarinette et support audio 2014 - Telle une illusion qui s’enfuit au réveil pour violoncelle, pédale de distorsion et support audio 17 min |

### Musique de chambre (avec ou sans électronique)
| 2002 - Paysage VIII pour ensemble (Clar., perc., piano, Vl., Vlc.) 2004 - Un Duo ? (9 min 09 s) violon et guitare, - Un jardin n’est pas un lieu (10 min) flûte (piccolo et en sol), clarinette basse et piano 2009 - Bruit de pas (45 min) pour clarinettes, violoncelle, dispositif électronique et vidéo - Empreintes (11 min) pour saxophones, violon, piano et percussion et support audio 2011 - Une Parcelle [2011] 10 min pour saxophone soprano, percussion, support audio et dispositif électronique temps réel | 2012 - Errance (18 min) pour clarinette, percussion et support audio - Biblioteca (5 min) pour clarinette, percussion et support audio (partie support audio par Guillaume Contré) - Après Dulcinée (5 min) pour clarinette et percussion - Coda (3 min 30 s) pour clarinette, percussion et support audio 2016 - Le sourire des pierres (2016) 11 min, pour clarinette, violon, violoncelle, percussion et support audio, commande de Radio France |

### Musique avec voix chantées ou parlées (avec ou sans électronique)
| 2000 - Paisaje Inmemorial (14 min 30 s), d’après un poème d’Octavio Paz pour mezzo-soprano, voix d’alto, violon et violon-alto et dispositif électronique - Anniversaire (5 min) Soprano, flûte, violoncelle et piano. Sur un texte de Thomas Brando; commande de Denis Dufour 2001 - Sans Chemin (7 min) pour trois voix de femmes - En Chemin (18 min) récitant et support audio. Texte écrit pour l’occasion par Jacques jouet, composé dans les studios de la Muse en Circuit | 2003 - Hével Havalim (11 min) pour mezzo-soprano, violon et orgue, commande du festival les Estivals d’orgue du Haut-Jura 2005 - A l’Origine, si Origine il y eut (65 min) Récitante, contre-alto, clarinette et électronique, commande Motus 2006 - Soudain à la place de la main une fable, (9 min 30 s) pour mezzo-soprano, contralto et accordéon, sur un texte d’Hervé Bauer ; février 2006 |

### Musique acousmatique
| 1994 - Afarensis (15 min) support audio 7 pistes 1995 - Histoires brèves (7 min 30 s) support audio stéréo - Je hais les voyages et les explorateurs (9 min 40 s) support audio stéréo 1996 - R… (10 min) support audio stéréo - Pauvre Cerbère (5 min 40 s) support audio stéréo ; pièce en hommage à Pierre Schaeffer 1997 - Une quête (8 min 22 s) support audio 8 pistes 1999 - O… (6 min 50 s) support audio - Comme pour l’origine (21 min 10 s) support audio stéréo 2000 - Comme pour le meilleur des mondes (7 min 04 s) support audio - Ssss… (5 min 06 s) support audio - Raréfaction (7v) support audio 2001 - A travers un monde dénaturé (10 min 29 s) support audio 2002 - Et si… (19 min 33 s) support audio, composée dans les studios de l’Ina-GRM - Que s’est-il passé ? pour support audio 2003 - Une Ballade (Un jours) (13 min 47 s) commande IMEB-Bourges - Une Passacaille (ou presque) (10 min 31 s) 2004 - Aux cercles réunis (5 min 14 s) texte de Thomas Brando, vois d’Estelle Cukier 2005 - La terre ne se meut pas (17 min) pour support audio, commande Ina-GRM, composée dans les studios de l’Ina-GRM - Paysage-ville (10 min) pour support audio 2006 - Eau/calme (5 min 20 s) pour support audio | 2007 - Noumènes #1 et #2 (20 min 11 s) pour support audio - Lost in the Soundscape (16 min 30 s) pour support audio 2008 - Seuil, Territoires (21 min 30 s) pour support audio, création pour Monumenta 2008 2009 - Une histoire de désordre (15 min) pour support audio commande Ina-GRM 2010 - L’Énergie du vide pour support audio (10 min 27 s) - Intrada 6 min 33 s pour support audio Folia pour support audio 5 min et Fine amor pour support audio 22 min (incluses dans « Tempuradu Utopica » œuvre collective avec Guillaume Contré, Nathanaëlle Raboisson et Olivier Lamarche) 2011 - Transparence d’un monde 25 min 2012 - Diverses traces enfouies dans le sol ou les fragments retrouvés 35 min 2013 - Folles obsessions 9 min 34 s - Fayoum – Portraits sortis de terre 30 min 02 s 2014 - Des stèles (couchées sur le sol) 10 min - Les Oreilles d’Hoïchi 10 min 2015 - Folie Tristan 10 min 31 s - Dans le silence on ne sait pas 21 min (diptyque …on ne sait pas) - Dans le bruit on ne sait pas 20 min commande de l’Ina-GRM (diptyque …on ne sait pas) 2016 - 5 miniatures 5 min (diptyque …on ne sait pas) - Contemplez ! 10 min 05 s 2017 - Torii, la porte du moi, 58 min en collaboration avec Paul Ramage, réalisation Nathalie Salles, production France Culture pour Création on air |

## Discographie et publication numérique
- Train fantôme, un cadavre exquis musical sur internet (Studio Forum et Les éditions Suicide Commercial, 1999).
- Ssss…, in Virtual Zoo, (Studio Forum et Les éditions Suicide Commercial, 2000)
- Que s’est-il passé ? in CD du collectif de compositeurs Hameçon (Hameçon 2003)
- O… in L’Inventaire, groupement de compositeurs électroacoustiques Rhône-Alpes, (En partenariat avec la DRAC Rhône-Alpes, la SACEM, le GMVL et l’Agence Musiques et Danse Rhône-Alpes, 2003
- Trajectoires/Répétitions (14 min 19 s) Electroacoustic Music Volume 02 disponible sur elektramusic Elektramusic 2008
- Les Pérégrinations de Tokyo (12 min 30 s) 2009, pour hautbois et support audio (hautbois – Guillaume Deshayes) « hörspiel avec », Muse en Circuit 2009
- Raréfactions Vincent Laubeuf – Cd monographique aux éditions Motus DigiFile M310016. 2011 À travers un monde dénaturé, Raréfaction, Une histoire de désordre, Une passacaille [ou presque], Sous terre / exploration, Seuil, territoires.
- Poetics of Vacuum Cd monographique coédité par OBS* (Russie) et OTO (Japon) 1 Douce et Monotone [2007] 06 min 16 s ; 2 Noumènes #1 [2007] 10 min 19 s ; 3 Paysages-ville [2005] 09 min 24 s ; 4 Sur la place (2014) ; 5 Noumène #2 [2007] 10 min 23 s ; 6 Fine Amor [2010] 20 min 08 s
- Les oreilles d'Hoïchi (2014) 10 min 35 s présent sur la compilation Chitarra e Altre Corde' coédition OBS* et Audior 2015
- Contemplez ! (2016) 10 min 05 s singularities #3, compilation du label Singularities, 2017
- ...On ne sait pas Cd monographique coédité par ArtSonique et Motus 1 Dans le silence on ne sait pas (2015) 22 min 02 s ; 5 miniatures (2016) 5 min 17 s ; Dans le bruit on ne sait pas (2015) 20 min 06 s.